# Венчелистче
Венчелистчетата (на латински: petalum) са изменени листа, които са разположени около репродуктивните части на цветовете. Обикновено са ярко оцветени или с необикновена форма, за да привличат опрашители. Заедно всички венчелистчета на цвета образуват венче. Венчелистчетата обикновено са придружавани от друг набор специални листа, наричани чашелистчета, които заедно образуват чашка и лежат под венчето. Чашката и венчето заедно образуват околоцветник. Родовете Роза и Phaseolus имат ясно отличими венчелистчета и чашелистчета.
Макар венчелистчетата да са едни от най-видните части от цветовете, опрашвани от животни, видовете, които се опрашват от вятъра (като житата), или имат много малки венчелистчета, или въобще нямат такива. Венчелистчетата могат драстично да се различават между различните видове. Броят им в цвета може да е свързан с класификацията на растението. Например цветовете на еудикотите (най-голямата група двусемеделни) най-често имат по 4 или 5 венчелистчета, докато цветовете на едносемеделните имат 3 или 6 броя, макар към това правило да има доста изключения.
Латинският термин за венчелистче pétalum (от старогръцки: πέταλον – лист, цвят) датира от времето на Карл Линей, който го въвежда през 1735 г.

## Функция и предназначение
Венчелистчетата имат различни функции и предназначения в зависимост от вида на растението. По принцип те предпазват някои части от цветето и привличат или отблъскват определени опрашители.

### Функция
При някои растения (напр. обикновеното лютиче) венчелистчетата са искрящо жълти, така че да насочват опрашителите към нектара им. Опрашителите имат възможността да избират определени цветове, които искат да опрашат. Използвайки стимули, цветовете привличат опрашителите и установяват взаимна връзка, при която опрашителите ще запомнят винаги да предпазват и опрашват тези цветове.

### Мирис
Венчелистчетата могат да произвеждат различни миризми, за да примамват желани опрашители или да отблъскват нежелани такива. Някои цветове могат да имитират миризмите на някои вещества, като например разлагащо се месо, за да привличат опрашители.

### Окраска
Различните венчелистчета имат различни окраски, които да привличат опрашители със слаби обонятелни възможности или такива, които излизат само през определени части на деня. Някои цветове могат да променят окраската на венчелистчетата си като сигнал за опрашителите да се приближат или да ги пъдят.

### Форма и размер
Формата и размерът на цвета/венчелистчетата са важни при избирането на типа опрашители, от които се нуждаят. Например големите венчелистчета привличат опрашители от голямо разстояние или които също са големи. Заедно мирисът, окраската и формата на венчелистчетата играят роля при привличането/отблъскването на определени опрашители и при предоставянето на подходящи условия за опрашване. Опрашителите включват насекоми, птици, прилепи и други.